# Championnat d'Islande de football 1947
Navigation
Saison précédente Saison suivante
La saison 1947 du Championnat d'Islande de football était la 36e édition de la première division islandaise.
Le Fram Reykjavik remporte la compétition et conserve son titre cette saison. C'est le 13e titre de champion du club. 

## Les 5 clubs participants
- KR Reykjavik
- Fram Reykjavik
- Valur Reykjavik
- Vikingur Reykjavik
- IA Akranes

## Compétition

### Classement
Le barème de points servant à établir le classement se décompose ainsi :
- Victoire : 2 points
- Match nul : 1 point
- Défaite : 0 point

| Rang | Équipe             | Pts | J | G | N | P | Bp | Bc | Diff |
| ---- | ------------------ | --- | - | - | - | - | -- | -- | ---- |
| 1    | Fram Reykjavik T   | 7   | 4 | 3 | 1 | 0 | 7  | 4  | +3   |
| 2    | Valur Reykjavik    | 6   | 4 | 3 | 0 | 1 | 8  | 2  | +6   |
| 3    | KR Reykjavik       | 5   | 4 | 2 | 1 | 1 | 8  | 6  | +2   |
| 4    | Vikingur Reykjavik | 1   | 4 | 0 | 1 | 3 | 4  | 7  | -3   |
| 5    | IA Akranes         | 1   | 4 | 0 | 1 | 3 | 3  | 11 | -8   |

|  | Champion d'Islande 1947 |

### Matchs
Tous les matchs se sont disputés au stade de Melavöllur à Reykjavik.
| Résultats (▼dom., ►ext.)                                   | Fra | KR  | Val | Vik | Akr |
| Fram Reykjavik                                             |     | 2-2 | 1-0 | 2-1 | 2-1 |
| KR Reykjavik                                               |     |     | 0-2 | 2-1 | 4-1 |
| Valur Reykjavík                                            |     |     |     | 2-1 | 4-0 |
| Vikingur Reykjavik                                         |     |     |     |     | 1-1 |
| IA Akranes                                                 |     |     |     |     |     |
| - Victoire à domicile - Match nul - Victoire à l'extérieur |     |     |     |     |     |

## Bilan de la saison
| Tableau d'Honneur                 |                |
| Compétition                       | Vainqueur      |
| Championnat d'Islande de football | Fram Reykjavik |